# Charles Oman
Charles Oman (ur. 12 stycznia 1860, zm. 23 czerwca 1946) – brytyjski historyk wojskowości. 
Posiadał tytuł szlachecki od 1920 roku. 

## Wybrane publikacje
- The Art of War in the Middle Ages (1885)
- "The Anglo-Norman and Angevin Administrative System (1100–1265)", in Essays Introductory to the Study of English Constitutional History (1887)
- A History of Greece From the Earliest Times to the Death of Alexander the Great (1888; 7th ed., 1900)
- Warwick the Kingmaker (1891)
- The Story of the Byzantine Empire (1892)
- The Dark Ages 476–918, Period I of Periods of European History (1893; 5th ed. 1905)
- A History of England (1895; 2nd ed. 1919)
- A History of the Art of War in the Middle Ages, Vol. I: A.D. 378–1278 (1898; 2nd ed. 1924)
- A History of the Art of War in the Middle Ages, Vol. II: A.D. 1278–1485 (1898; 2nd ed. 1924)
- "Alfred as a Warrior", in Alfred The Great, Alfred Bowker, ed. (1899)
- Reign of George VI, 1900-1925. A Forecast Written in the Year 1763 (preface and notes) (1763; republished 1899)
- England in the Nineteenth Century (1900)
- History of the Peninsular War, Vol. I: 1807–1809 (1902)
- Seven Roman Statesmen of the Later Roman Republic (1902)
- England and the Hundred Years War, 1327–1485 A.D. (1903?), No. III of The Oxford Manuals of English History, Charles Oman, ed.
- History of the Peninsular War, Vol. II: Jan. 1809-Sep. 1809 (1903)
- "The Peninsular War, 1808–14", in The Cambridge Modern History, Vol. IX, Napoleon (1906)
- "The Hundred Days, 1815", in The Cambridge Modern History, Vol. IX, Napoleon (1906)
- "Inaugural lecture on the study of history" (1906?), in Oxford Lectures On University Studies, 1906–1921 (1924)
- The Great Revolt of 1381 (1906)
- The History of England from the Accession of Richard II. to the Death of Richard III. (1377–1485), Vol. IV of The Political History of England (1906), William Hunt & Reginald Poole, ed.
- History of the Peninsular War, Vol. III: Sep. 1809 – Dec. 1810 (1908)
- A History of England Before the Norman Conquest (1910; 8th ed. 1937), Vol. I of A History of England in Seven Volumes (1904–), Charles Oman, ed.
- History of the Peninsular War, Vol. IV: Dec. 1810 – Dec. 1811 (1911)
- Wellington's Army, 1809–1814 (1912)
- History of the Peninsular War, Vol. V: Oct. 1811 – Aug. 1812 (1914)
- The Outbreak of the War of 1914–18: A Narrative Based Mainly on British Official Documents (1919)
- History of the Peninsular War, Vol. VI: Sep. 1812 – Aug. 1813 (1922)
- The Unfortunate Colonel Despard & Other Studies (1922)
- British Castles (1926)
- "The Duke of Wellington", in Political Principles of Some Notable Prime Ministers of the Nineteenth Century, Fossey John Cobb Hearnshaw, ed. (1926)
- Studies in the Napoleonic Wars (1929)
- History of the Peninsular War, Vol. VII: Aug. 1813 – Apr. 1814 (1930)
- The Coinage of England (1931)
- Things I Have Seen (1933)
- "The Necessity for the Reformation" (1933) (public lecture)
- A History of the Art of War in the Sixteenth century (1937)
- The Sixteenth century (1937)
- On the Writing of History (1939)
- Memories of Victorian Oxford and of Some Early Years (1941)
- The Lyons Mail (1945)

## Publikacje w języku polskim
- "Wielka rebelia r. 1381": Anglia w 1381. wybuch w Kent i Essex. Śmierć Tylera, przeł. Jerzy Z. Kędzierski [w:] Współcześni historycy brytyjscy. Wybór z pism, oprac. i przedmową zaopatrzył Jerzy Z. Kędzierski, słowo wstępne G. P. Gooch, Londyn: B. Świderski 1963, s. 337-365.